# Koechlin
Koechlin eller Köchlin är en släkt med många historiskt framstående industrialister, särskilt inom textilindustrin, i Mulhouse i Alsace. Deras äldsta fabrik för bomullsvävnader grundades 1746 av Samuel Koechlin (1719-1771) tillsammans med J. Schmaltzer och H. Dollfus. Flera medlemmar av familjen har även varit politiskt aktiva som borgmästare i hemstaden och som ledamöter i franska riksförsamlingar.
En sonsons son till Samuel Koechlin, Joseph Koechlin-Schlumberger (1797-1863), var en känd geolog.